# Hématométrie
 Mise en garde médicale
L'hématométrie est une pathologie consistant en une rétention de sang dans l'utérus. Elle est souvent causée par un hymen clos (en) ou une cloison vaginale (en).

## Signes et symptômes
L'hématométrie se reconnaît à des crampes douloureuses et cyclique au milieu du pelvis ou en bas de l'abdomen. Les patientes peuvent également signaler des pollakiuries ou une rétention d'urine. Les femmes préménopausées souffrant d'hématométrie ont souvent des saignements vaginaux anormaux, y compris avec une dysménorrhée ou une aménorrhée, alors que les femmes ménopausées n'ont souvent aucun symptôme. À cause de l'accumulation de sang dans l’utérus, les patientes peuvent développer une hypotension artérielle ou avoir un malaise vagal. À la palpation l'utérus est ferme et augmenté de volume.

## Physiopathologie
L'hématométrie se développe lorsque l'utérus devient distendu par le sang en raison d'une obstruction ou d'une atrésie de l'utérus, du col de l'utérus ou du vagin — par lesquels le sang menstruel s'évacue normalement. L'hématométrie est habituellement causée par une maladie congénitale, un hymen clos (en) ou une cloison vaginale (en). D'autres causes sont possibles comme la sténose du col de l'utérus (en), le syndrome d'Asherman ou le cancer du col de l'utérus.
De plus l'hématométrie peut être causée par une complication à la suite d'une chirurgie de l’utérus ou du col de l'utérus comme l'ablation de l'endomètre, où les tissus cicatriciels dans l'endomètre peuvent murer des parties des glandes endométriales faisant s'accumuler le sang dans la cavité utérine. Elle peut aussi apparaitre après un avortement.

## Diagnostic
Bien que l'hématométrie puisse souvent être diagnostiquée uniquement sur la base de l'histoire des aménorrhées et du cycle de douleurs abdominales de la patiente, ainsi que par une masse pelvienne palpable à l'examen, le diagnostic peut être confirmé par l'imagerie aux ultrasons qui montrera le sang accumulé dans l'utérus et un agrandissement de la cavité utérine,. Un pyélogramme (en) ou une laparoscopie peuvent aider à diagnostiquer une maladie congénitale qui peut être suspectée comme cause de l'hématométrie.

## Traitement
L'hématométrie est habituellement traitée par une dilatation du col de l'utérus (en) pour drainer le sang hors de l'utérus. D'autres traitements ciblent la cause de l'hématométrie, par exemple une hystéroscopie peut être nécessaire pour réséquer l'adhérence (en) qui s'est développée à la suite d'une chirurgie antérieure. Si la cause de l'hématométrie n'est pas claire, une biopsie de l'endomètre peut être faite pour tester la présence de néoplasie (cancer). Des antibiotiques peuvent être administrés en prophylaxie.